# هربرت الأول. سورين
هربرت الأول. سورين هو محامي وقاضي وسياسي أمريكي، ولد في 1 أغسطس 1900 في نيويورك في الولايات المتحدة، وتوفي في 26 أغسطس 1994. نشط حزبياً في الحزب الديمقراطي. وقد انتخب عضو مجلس ولاية نيويورك ‏.